# Jerzy Cienciała
Jerzy Cienciała [výsl. přibližně jeři čenčaua] (13. dubna 1834 Mistřovice – 5. dubna 1913 Těšín) byl rakouský politik a polský národní buditel z Těšínska, v 2. polovině 19. století poslanec Říšské rady a Slezského zemského sněmu.

## Biografie
Byl evangelického augsburského vyznání. Po více než 24 let zastával v církvi post presbytera. Byl politicky činný. Působil taky jako starosta rodných Mistřovic. Už roku 1861, ihned po obnovení ústavní vlády, byl vyslán s deputací do Vídně, aby tam přednesl slovanské požadavky ve Slezsku.

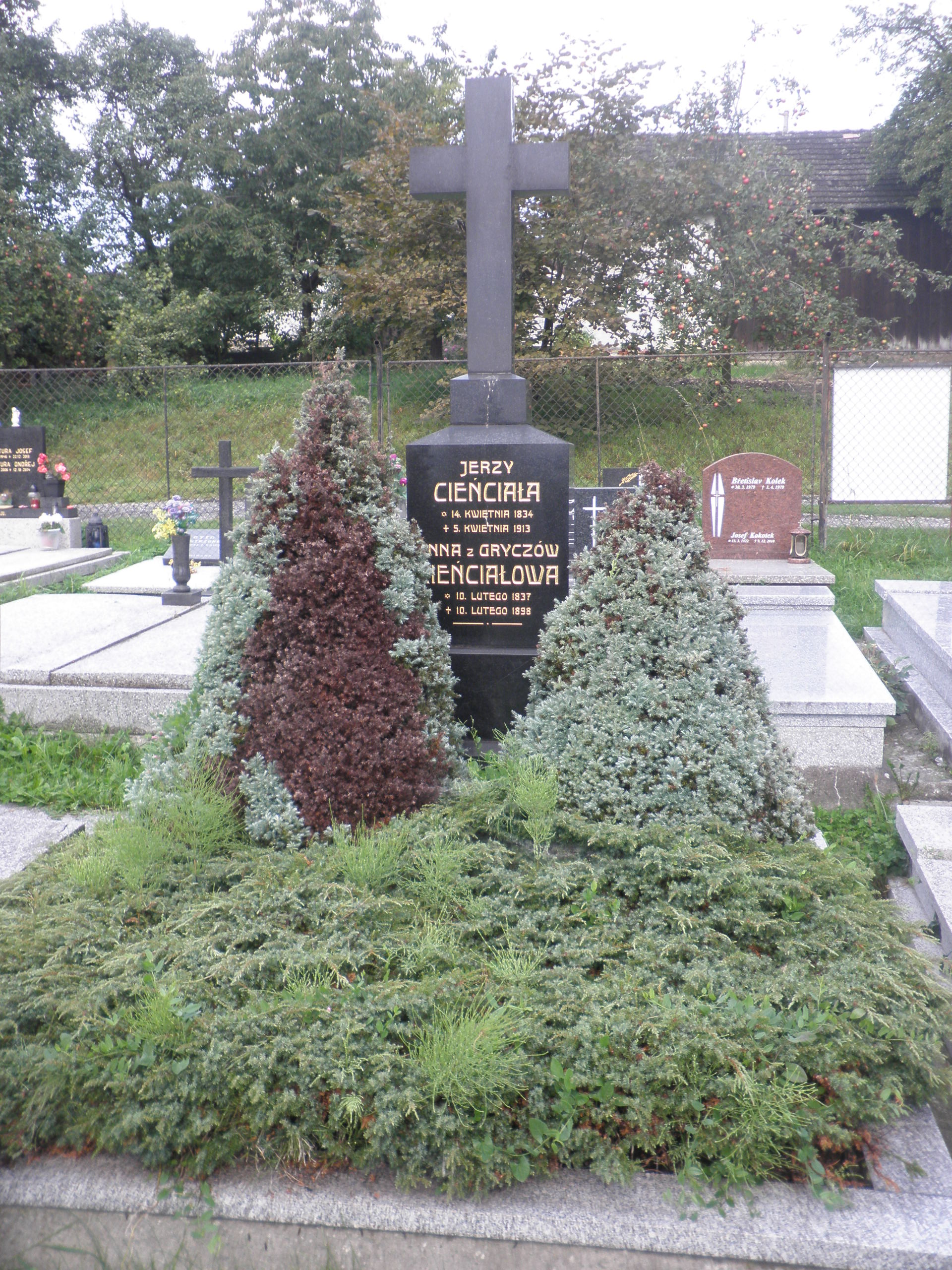
Hrob J. Cienciały

V letech 1869–1912 byl předsedou Rolnické společnosti pro Těšínské knížectví (Towarzystwa Rolniczego dla Księstwa Cieszyńskiego). Byl též poslancem Slezského zemského sněmu v Opavě. Zde poprvé zasedl roku 1871. Koncem září 1871 patřil mezi jediné čtyři slovanské poslance zemského sněmu, kteří odmítli sněmovní rezoluci, jež kritizovala záměr rakousko-českého státoprávního vyrovnání (tzv. fundamentální články). Opakovaně prosazoval zrovnoprávnění češtiny a polštiny s němčinou ve Slezsku. Zemským poslancem byl po 12 let, tedy do roku 1883. Podruhé se zemským poslancem stal roku 1890.
Stal se i poslancem Říšské rady (celostátního parlamentu), kam usedl v prvních přímých volbách roku 1873, za kurii venkovských obcí, obvod Těšín, Fryštát, Bílsko atd. Byl tehdy jediným poslancem zvoleným ve Slezsku za slovanskou opozici. V roce 1873 se uvádí jako majitel hospodářství, bytem Mistřovice.
Coby dominantní postava polského národního hnutí na Těšínsku býval nazýván polským králem. Měl přátelské vztahy k Čechům.
Byl ženat s Annou, roz. Gryczovou (1837–1898). Jeho dcera Anna, provd. Macurová (1858–1893), byla tchyní faráře Karola Kulisze.
Zemřel v dubnu 1913. Je pohřben na evangelickém hřbitově v Mistřovicích.